# Aluddsparken

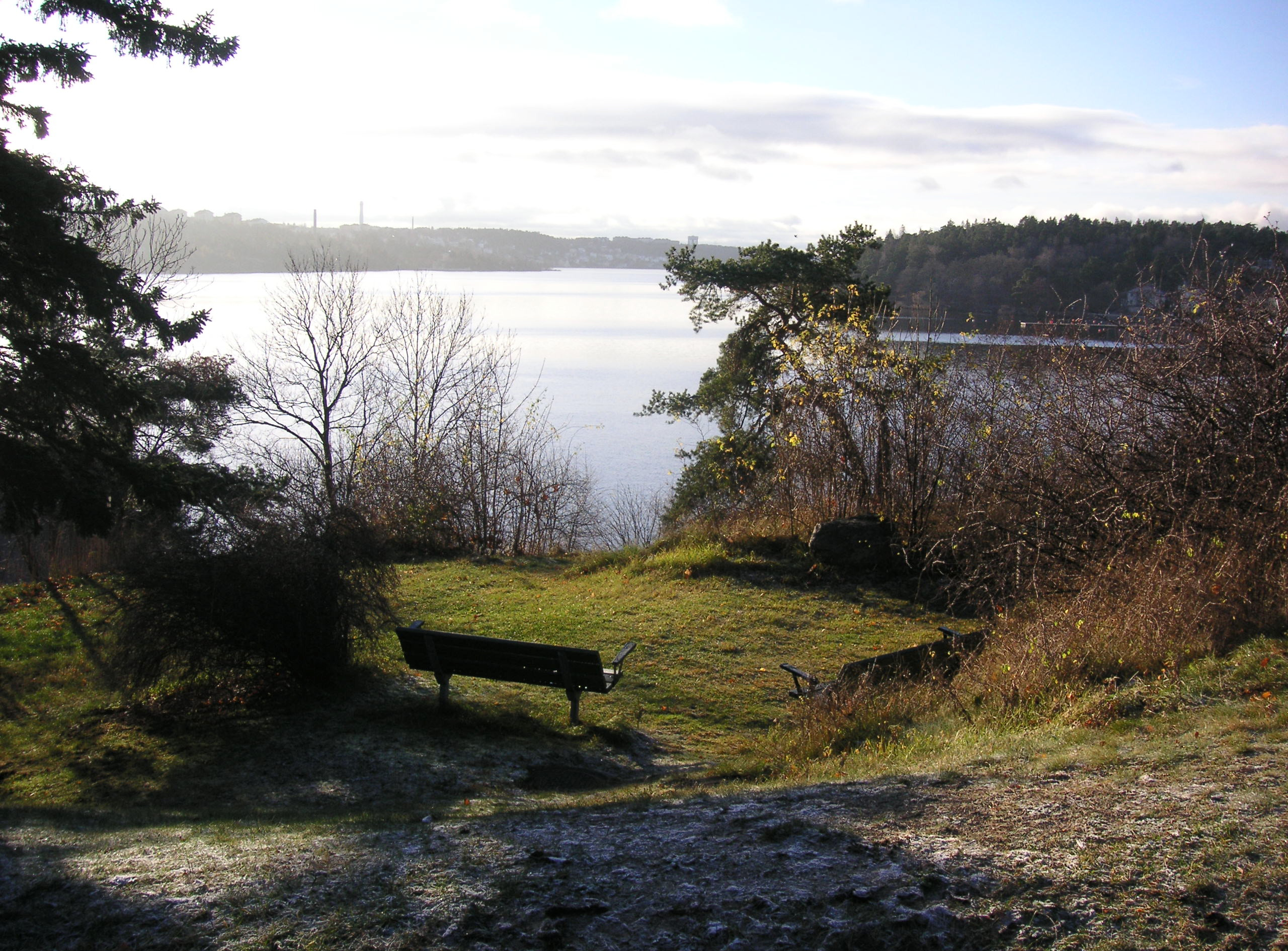
Aluddsparken, vy över Mälaren, 2005

Aluddsparken är en park och utsiktsplats på västra delen av Stora Essingen i  Stockholm. Aluddsparken erbjuder en vidsträckt utsikt över Mälaren och Klubbfjärden samt Hägersten, Mälarhöjden och Smedslätten.

## Historik
Parken ligger på en liten bergsplatå, cirka 17 meter över Mälarens vatten. ”Aludden” är Stora Essingens västligaste punkt och belagd sedan 1850-talet. Udden gav även den intilliggande Aluddsvägen sitt namn. ”Aludden” förekommer som villanamn 1886 och på kartor efter 1890. Aluddsparken, som också är namnet på en kort gatstump vid Aludden, och Aluddsvägen fick sina nuvarande namn 1924. I bergssluttningen bakom Aluddsparken arbetade på 1850-talet straffångar från Långholmens centralfängelse med att spränga och bryta gatsten för Stockholms gator, bland annat fick Drottningholmsvägen gatsten från Stora Essingen. Mittemot parken ligger en gul tegelvilla som mellan 1941 och 1950 beboddes av skådespelaren Edvard Persson. 

## Bilder

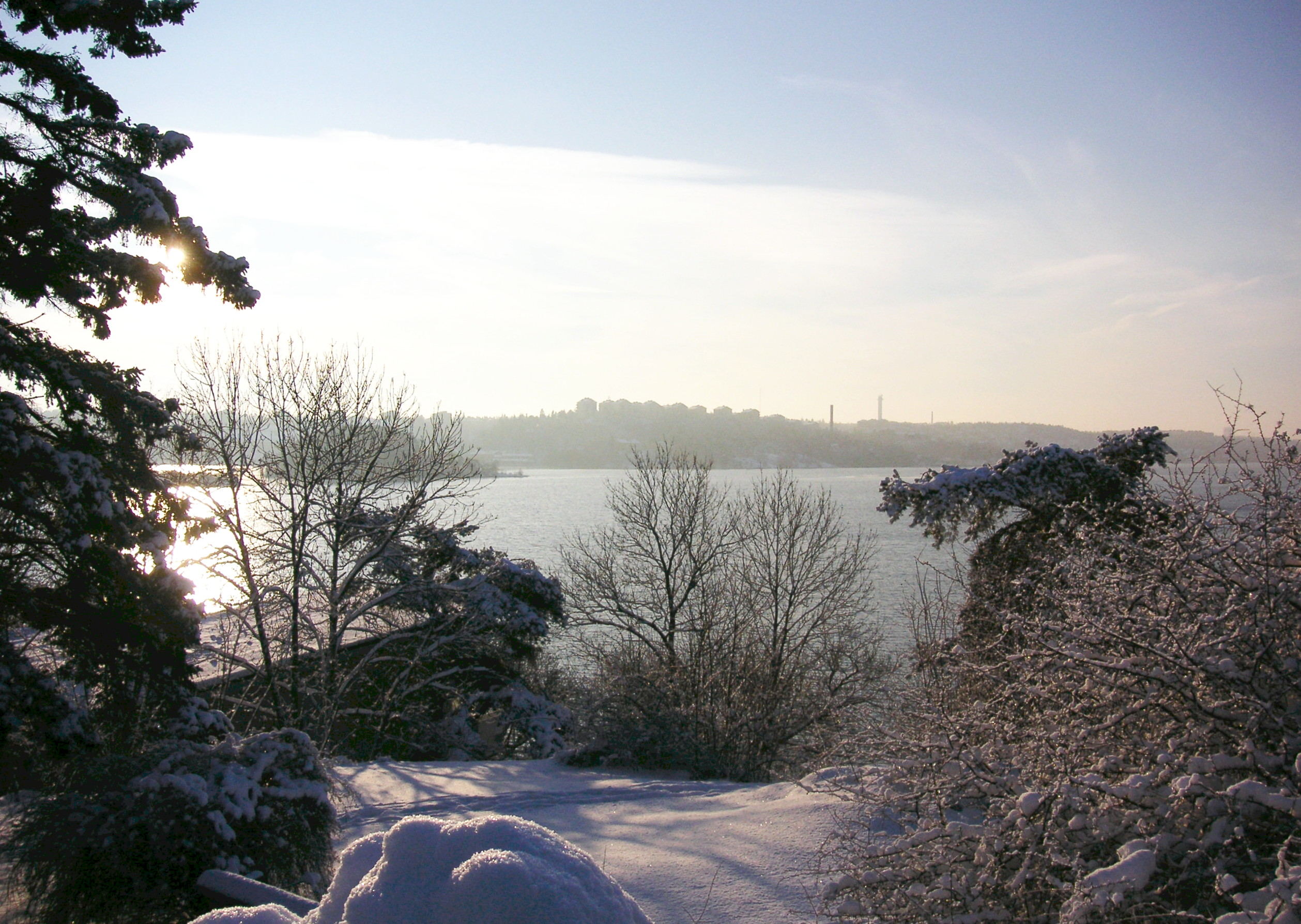
Vintern 2006
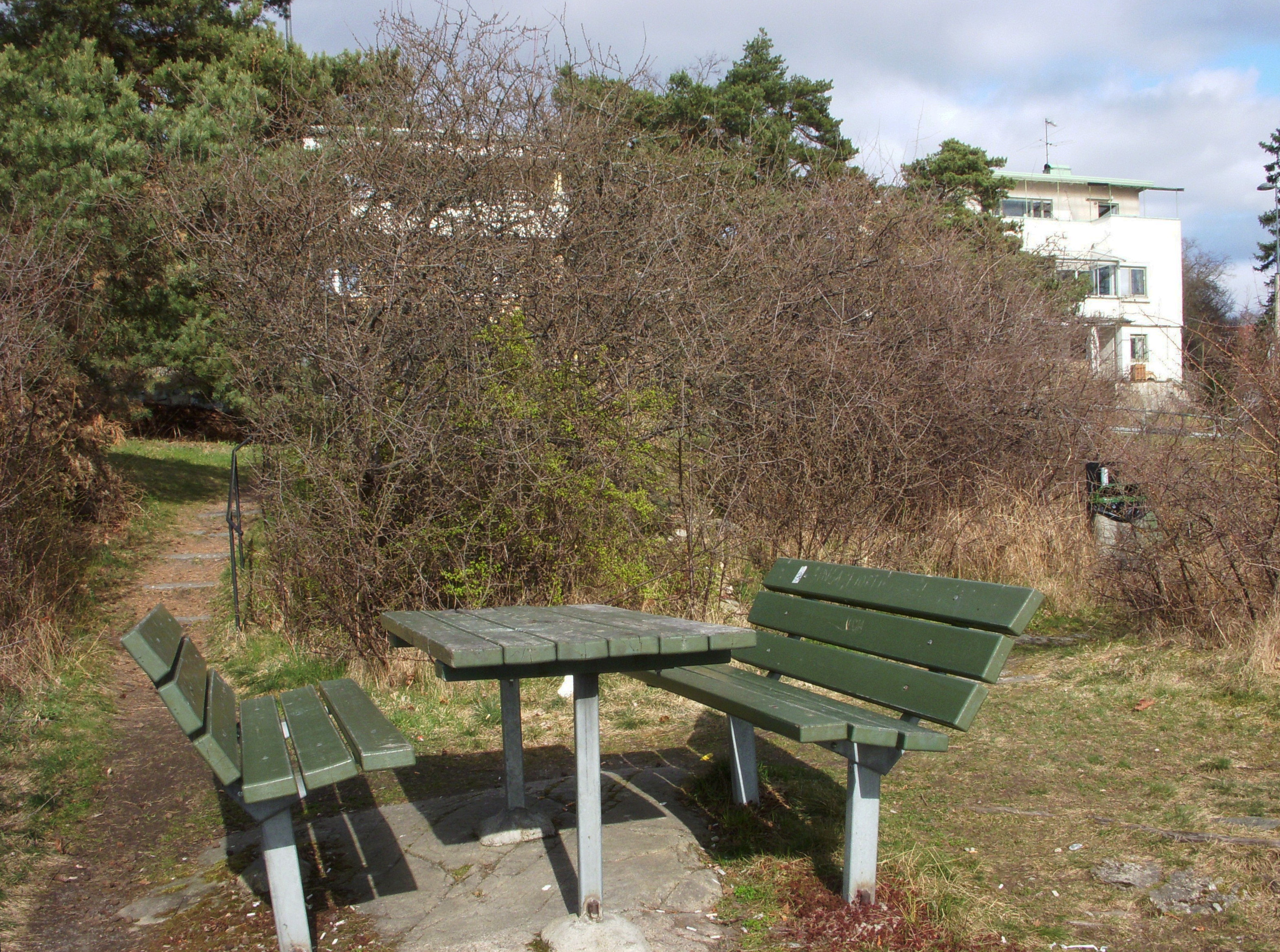
Våren 2014
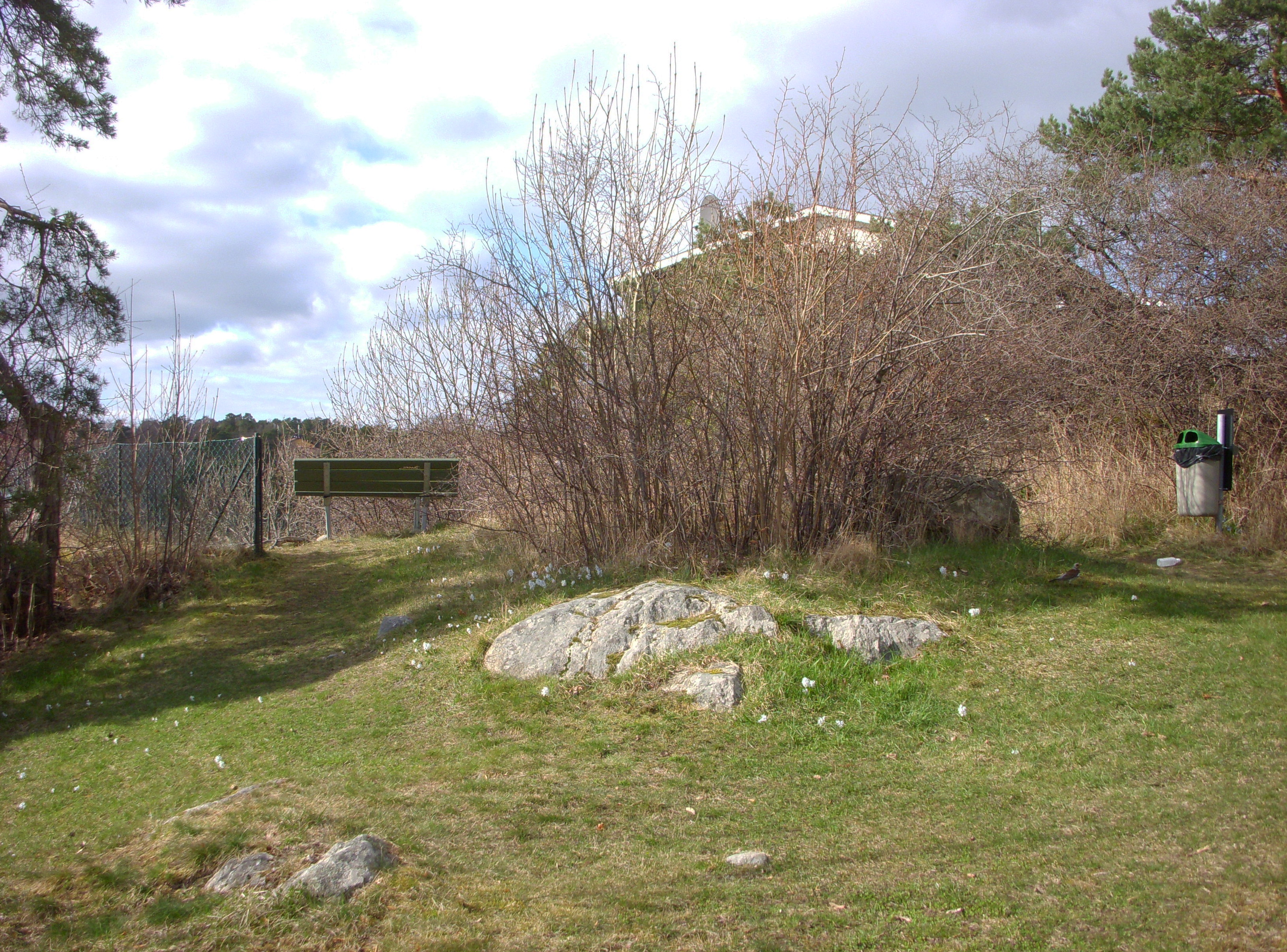
Våren 2014
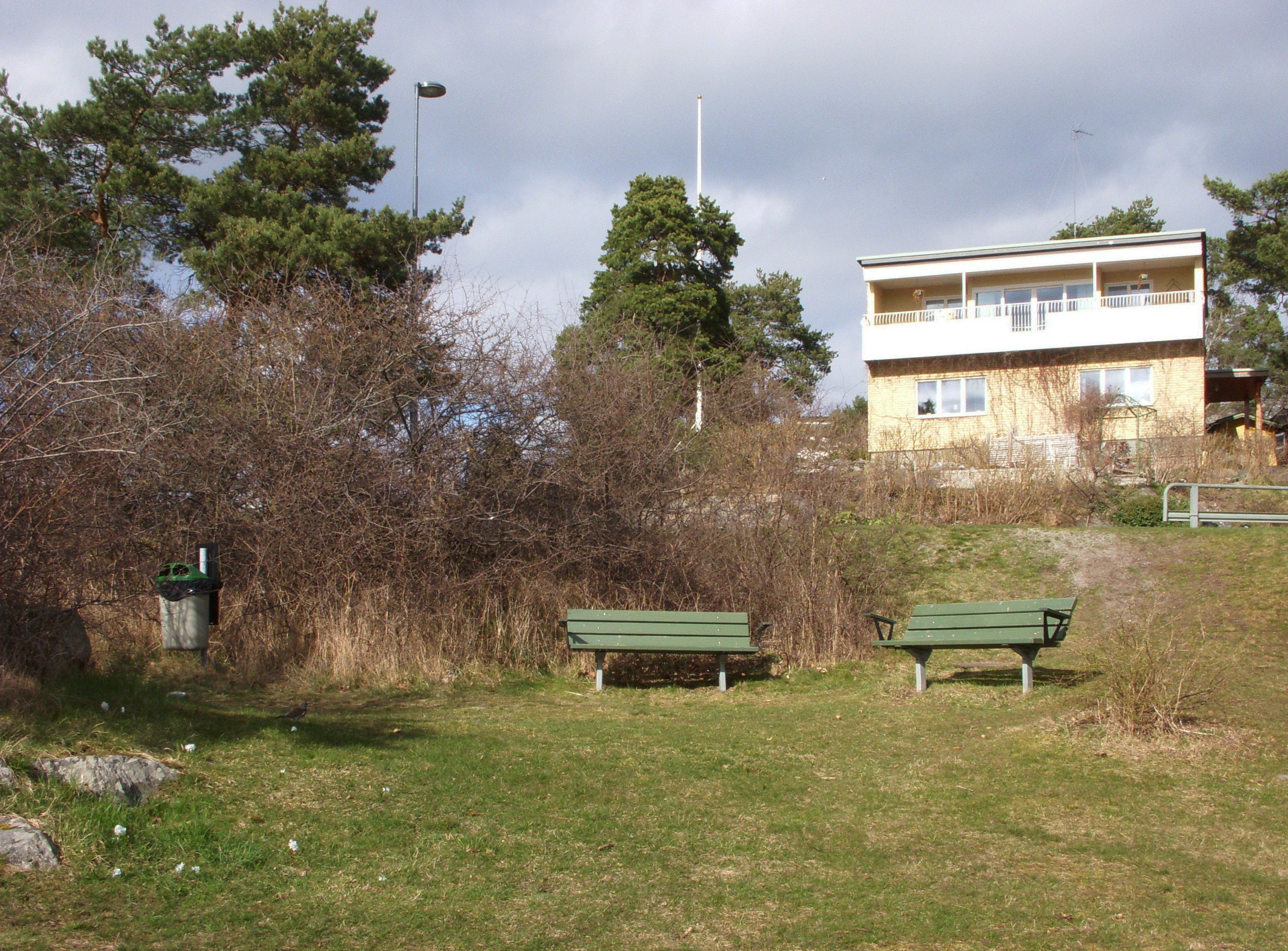
Med Edvard Perssons villa i bakgrunden